# 83362 Sandukruit
83362 Sandukruit este un asteroid din centura principală de asteroizi.

## Descriere
83362 Sandukruit este un asteroid din centura principală de asteroizi. A fost descoperit pe 17 septembrie 2001 la Observatorul Desert Eagle de William Kwong Yu Yeung. Asteroidul prezintă o orbită caracterizată de o semiaxă mare de 3,24 ua, o excentricitate de 0,07 și o înclinație de 21,3° în raport cu ecliptica.